# Paramo d'El Almorzadero
Le paramo d’El Almorzadero est un paramo situé en Colombie, dans les départements de Santander et Norte de Santander.

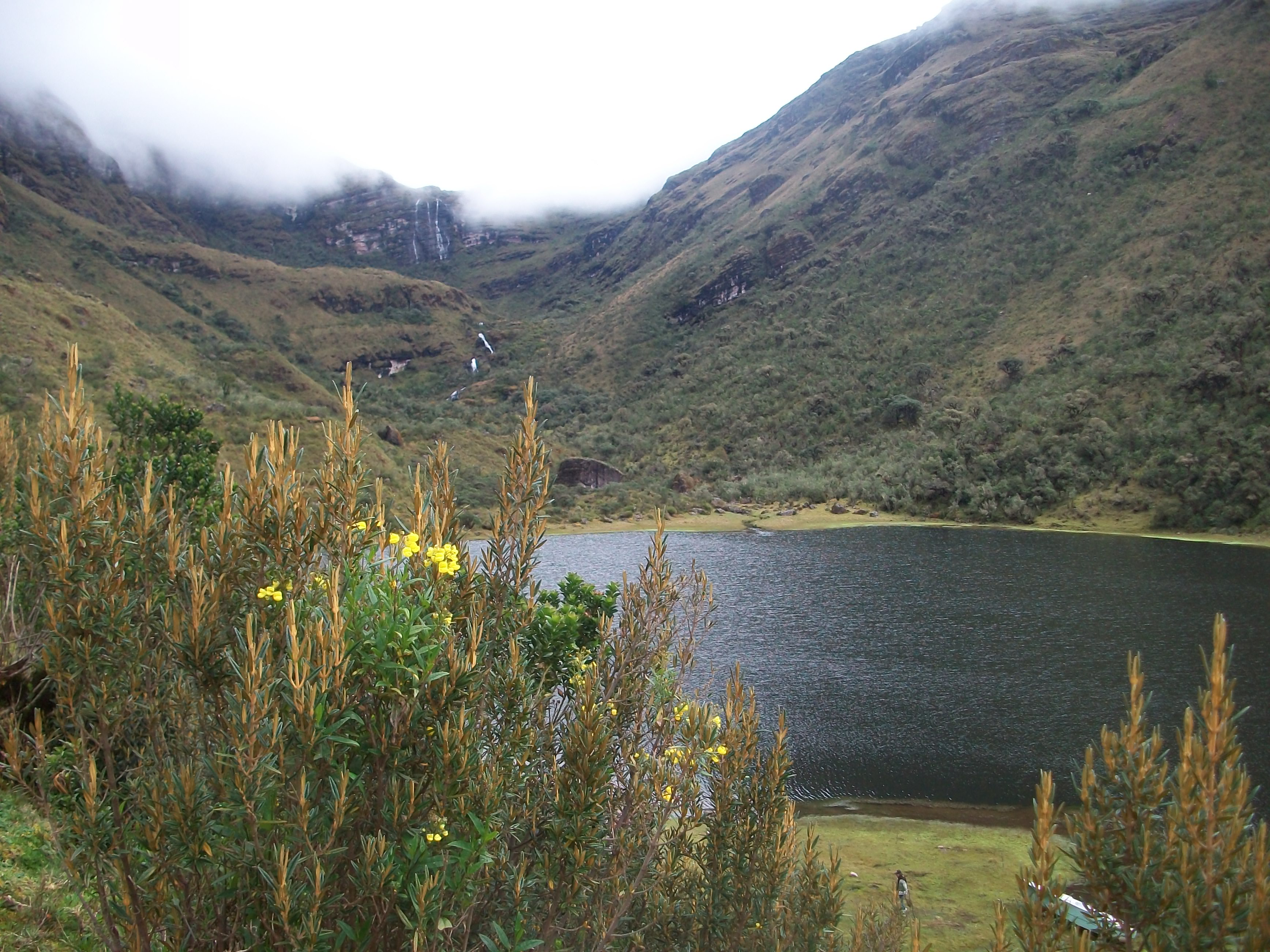

## Géographie

### Topographie
Le paramo d’El Almorzadero est situé dans la cordillère Orientale des Andes, entre 3 100 et 4 530 mètres d'altitude. Il s'étend sur 125 120 ha.